# Škarićevo
Škarićevo je naselje 4 kilometara jugozapadno od Krapine. Administrativno pripada gradu Krapini i treće je mjesto po brojnosti stanovništva mjesnih odbora grada Krapine.
Državna cesta A2 Zagreb - Macelj prolazi 2 km od mjesta. Kraj je prvenstveno poznat po seoskom turizmu "Vuglec breg"
Osnovna škola "Augusta Cesarca" nalazi se u samom centru mjesta.

## Stanovništvo
| broj stanovnika | 756   | 847   | 868   | 1020  | 1182  | 1223  | 1180  | 1192  | 1256  | 1258  | 1202  | 1084  | 959   | 898   | 801   | 707   | 593   |
|                 | 1857. | 1869. | 1880. | 1890. | 1900. | 1910. | 1921. | 1931. | 1948. | 1953. | 1961. | 1971. | 1981. | 1991. | 2001. | 2011. | 2021. |

## Znamenitosti
- dvorac "Halper"
- kurija "Filipović"